# 2014 en rugby à XV
Cette page présente les faits marquants de l'année 2014 en rugby à XV : les principales compétitions et évènements liés au rugby à XV et rugby à sept ainsi que les décès de grandes personnalités de ce sport.

## Principales compétitions
- Currie Cup (du 4 août au 25 octobre 2014)
- Challenge européen (du 10 octobre 2013 au 23 mai 2014)
- Championnat d'Angleterre (du 6 septembre 2013 au 31 mai 2014)
- Championnat de France (16 août 2013 au 31 mai 2014)
- Coupe anglo-galloise (du 8 novembre 2013 au 16 mars 2014)
- Coupe d'Europe (du 11 octobre 2013 au 24 mai 2014)
- Coupe du monde féminine (du 1er au 17 août 2014)
- ITM Cup (du 14 août au 24 octobre 2014)
- Pro12 (du 6 septembre 2013 au 31 mai 2014)
- National Rugby Championship (du 21 août au 1er novembre 2014)
- Super 15 (du 15 février au 2 août 2014)
- The Rugby Championship (du 16 août au 4 octobre 2014)
- Tournoi des Six Nations (du 1er février au 15 mars 2014)

## Événements

### Janvier
- 24 janvier au 26 janvier : USA rugby sevens 2014, quatrième étape de la saison 2013-2014 de l'IRB Sevens World Series à Las Vegas, États-Unis. L'Afrique du Sud gagne le tournoi.

### Février
- 7 février et 8 février : New Zealand rugby sevens 2014, cinquième étape de la saison 2013-2014 de l'IRB Sevens World Series à Wellington, Nouvelle-Zélande. La Nouvelle-Zélande gagne le tournoi.
- 11 février : les Panasonic Wild Knights remportent le Championnat du Japon en battant en finale 45 à 22 les Suntory Sungoliath double tenant du titre.

### Mars
- 14 mars : lors de la cinquième et dernière journée du Tournoi des Six Nations féminin l'Équipe de France féminine bat 19 à 15 l'Équipe d'Irlande féminine. Grâce à cette victoire les Françaises remporte le Tournoi des Six Nations féminin en réalisant le Grand Chelem.
- 15 mars : lors de la cinquième et dernière journée du Tournoi des Six Nations 2014, l'Angleterre s'impose à Rome face à l'Italie sur le score de 11 à 52. À Cardiff, le pays de Galles bat largement l'Écosse 51 à 3. La France s'incline 20 à 22 à Saint-Denis contre l'Irlande. Avec cette victoire, le XV du Trèfle remporte le Tournoi.
- 16 mars : les Exeter Chiefs gagne la Coupe anglo-galloise en battant en finale les Northampton Saints 15 à 8. C'est la première fois de son histoire que le club d'Exeter ajoute cette coupe à son palmarès.
- 22 mars et 23 mars : Japan rugby sevens 2014, sixième étape de la saison 2013-2014 de l'IRB Sevens World Series à Shibuya, Japon. L'équipe des Fidji gagne le tournoi.
- 28 mars au 30 mars : Hong Kong Sevens 2014, septième étape de la saison 2013-2014 de l'IRB Sevens World Series à Hong Kong, également étape qualificative pour la prochaine saison des seven world series. La Nouvelle-Zélande gagne le tournoi, alors que le Japon se qualifie comme équipe permanente pour la prochaine saison.

### Avril
- 26 avril : Lors de la 28e journée du championnat de France de Pro D2 le LOU est sacré champion France de 2e division et valide son billet pour le Top 14 après une victoire 31 à 13 sur Tarbes. Grâce à ce résultat positif, Lyon ne peut donc plus être doublé au classement, ils sont assurés de finir premier avant même la fin du championnat.

### Mai
- 3 mai et 4 mai : Scotland rugby sevens 2014, huitième étape de la saison 2013-2014 de l'IRB Sevens World Series à Glasgow, Écosse. La Nouvelle-Zélande gagne le tournoi.
- 10 mai et 11 mai : London rugby sevens 2014, neuvième et dernière étape de la saison 2013-2014 de l'IRB Sevens World Series à Londres, Angleterre. La Nouvelle-Zélande gagne le tournoi et est sacrée championne devant l'Afrique du Sud.
- 16 mai : Le champion d'Europe le RC Toulon s'impose 16-6 contre le Racing Métro 92 en demi finale et va disputer sa 3e finale de Top 14 de suite.
- 17 mai : le Champion de France le Castres olympique s'impose en demi finale du championnat au bout des prolongations contre Montpellier : 19-22 et va défendre son titre comme la saison dernière contre le RC Toulon.
- 23 mai: Les Northampton Saints remporte 30 à 16 la finale 100 % anglaise du Challenge européen face au club de Bath. c'est le deuxième titre pour les Northampton Saints dans cette compétition.
- 24 mai: Le RC Toulon s'impose 23 à 6 face aux Anglais des Saracens en finale de la Coupe d'Europe et conserve leur titre[1].
- 31 mai: 
  - Les Northampton Saints sont sacrés champion d'Angleterre pour la première fois de leur histoire après leur victoire en finale sur les Saracens 24 à 20.
  - le RC Toulon devient champion de France vingt deux ans après leur dernier titre en battant au Stade de France le Castres olympique, champion sortant 18 à 10[2]. Avec ce titre Toulon réalise le doublé une semaine après avoir gagné la Coupe d'Europe.
  - Calvisano remporte le titre de champion d'Italie après leur victoire en finale sur Rovigo 26 à 17.
  - Les Irlandais du Leinster remporte le Pro12 34 à 12 en battant en finale les Écossais des Glasgow Warriors[3].

### Juin
- 7 juin : Début des test-matchs d'été les Fidji s'imposent à domicile 25 à 14 face à l'Italie. Les All Blacks s'imposent à l'Eden Park d'Auckland de cinq points seulement face aux Anglais dans un match de très haut niveau ou il faudra attendre la toute fin du match et un essai de Conrad Smith à 2 minutes du terme pour que les Néo-Zélandais l'emportent. Le XV de France commence sa tournée en Australie par une défaite 50 à 23 en encaissant pas moins de sept essais face aux Wallabies. Sur la lancée de leur titre acquis dans le Six nations, l'Irlande commence sa tournée par un succès face à Argentine sur le score de 29 à 17. L'Écosse qui doit retrouver de la confiance après un Tournoi des six nations difficile s'impose difficilement au Texas 24 à 6 face aux États-Unis

- 30 juin : L'équipe d'Angleterre des moins de 20 ans remporte le Championnat du monde junior 2014 21 à 20 face à l'Afrique du Sud des moins de 20 ans. Avec cette victoire les Anglais conservent leur titre acquis l'année passé.

### Août
- 2 août: les Waratahs s'imposent 33-32 contre les Crusaders à l'ANZ Stadium de Sydney et remportent leur premier titre de Super Rugby[4].

- 17 août: l'équipe d'Angleterre remporte la Coupe du monde féminine 2014 disputée en France en s'imposant 21 à 9 contre le Canada. Alors que les Bleues terminent troisièmes après un succès 25 à 18 sur l'Irlande en petite finale.

### Septembre
- 27 septembre : les All Blacks remportent le Rugby Championship 2014 dès la cinquième journée, à la suite de leur succès bonifié 34-13 sur les Pumas. Cette victoire avec bonus leur assure de ne pas pouvoir être rejoints par l'Afrique du Sud lors de la dernière journée.

### Octobre
- 11 octobre et 12 octobre : Gold Coast Sevens 2014, première étape de la saison 2014-2015 de l'IRB Sevens World Series à Gold Coast, Australie: Victoire finale de l'équipe des Fidji.
- 25 octobre : 
  - Taranaki s'impose 36 à 32 face à l'équipe de Tasman et remporte pour la première fois l'ITM Cup.
  - la Western Province bat les Golden Lions 19 à 16 en finale de la Currie Cup. C'est le 34e trophée soulève par l'équipe Basé au Cap

### Novembre
- 1er novembre :
  - Brisbane City remporte la 1re édition du National Rugby Championship en battant en finale l'équipe de Perth Spirit 37 à 26.
  - Début des test-matchs d'automne les All Blacks marque 12 essais et dispose d'une modeste équipe des États-Unis 74 à 6. Les Barbarians perdent à Twickenham de 4 petit points face à une équipe d'Australie qui cherche encore son jeu (36-40).

- 8 novembre : L'Italie dispose des Samoa (24-13). L'Angleterre échoue à trois points des All Blacks, dominateurs en seconde période (21-24). L'Australie maintient une série de neuf victoires contre les Gallois en marquant six points dans les dix dernières minutes (28-33). La France bat les îles Fidji (40-15). Victoire de l'Irlande contre l'Afrique du Sud (29-15) grâce à 16 points de l'ouvreur Jonathan Sexton. L'Écosse, réduite à 14 en fin de match voit fondre un avantage de 24 points mais bat l'Argentine (41-31).

- 14, 15 et 16 novembre : L'Argentine se reprend contre l'Italie, malgré la domination transalpine (18-20). La Namibie tient tête toute la première m-temps face aux Barbarians français avant de s'effondrer (35-14). L'Afrique du Sud réagit à sa défaite inaugurale avec une victoire à Twickenham contre l'Angleterre (28-31). Le Pays de Galles bat les Fidjiens, réduits à 14 durant quarante minutes (17-13). Sous la pression écossaise, les All Blacks anormalement maladroits l'emportent de huit points à Murrayfield (16-24). L'équipe de France prend sa revanche sur l'Australie après trois défaites au mois de juin (29-26). La Géorgie résiste une mi-temps à l'Irlande avant de s'effondrer (49-7).

- 22 novembre : L'Italie resserre son écart de points avec l'Afrique du Sud qui s'impose (6-22). L'Écosse déroule en deuxième mi-temps contre l'équipe des Tonga (37-12). L'Irlande prend la troisième place du classement mondial en battant l'Australie (26-23). La Nouvelle-Zélande remporte son match au pays de Galles avec trois essais dans le dernier quart d'heure (16-34). L'Angleterre écarte les Samoa (28-9). L'équipe de France perd à domicile contre l'Argentine (13-18).

- 29 novembre l'Angleterre finit sa tournée automnale sur une victoire 26 à 17 sur l'Australie grâce notamment à deux essais de Ben Morgan. Le pays de Galles s'impose 12 à 6 face à l'Afrique du Sud. Tous les points des Gallois sont inscrits par leur buteur Leigh Halfpenny pour remporter ce match.

### Décembre
- 5 décembre et 6 décembre : Dubaï rugby sevens 2014, deuxième étape de la saison 2014-2015 de l'IRB Sevens World Series à Dubaï, Émirats arabes unis: Victoire finale de l'équipe d'Afrique du Sud.
- 13 décembre et 14 décembre : South Africa rugby sevens 2014, troisième étape de la saison 2014-2015 de l'IRB Sevens World Series à Port Elizabeth, Afrique du Sud : Victoire finale de l'équipe d'Afrique du Sud.

## Principaux décès
- 17 mars : Frank Oliver, deuxième ligne international néo-zélandais à 43 reprises dont quatre comme capitaine de 1976 à 1981 meurt à l'âge de 65 ans.

- 12 mai : Hugh McLeod, international de l'équipe d'Écosse et des Lions britanniques de 1954 à 1962 meurt à l'âge de 81 ans.
- 26 juillet : Frédéric Trescases, international français de 1946 à 1949 à l’âge de 92 ans.

- 3 novembre : Tinus Linee, joueur de rugby à XV sud-africain qui a gagné la Currie Cup à trois reprises avec la Western Province (° 23 août 1969).